# Pribitz
Pribitz är ett berg i Österrike.   Det ligger i distriktet Bruck-Mürzzuschlag och förbundslandet Steiermark, i den östra delen av landet, 120 km sydväst om huvudstaden Wien. Toppen på Pribitz är 1 014 meter över havet.
Terrängen runt Pribitz är bergig norrut, men söderut är den kuperad. Närmaste större samhälle är Eisenerz, 14,2 km väster om Pribitz. 
I omgivningarna runt Pribitz växer i huvudsak blandskog. Runt Pribitz är det ganska glesbefolkat, med 48 invånare per kvadratkilometer.